# راية العقاب
راية العُقَاب، هي راية الرسول محمد صلى الله عليه وسلم، مصنوعة من الصوف الأسود، ذكر بعض الرواة أن الشهادتين «لا إله إلا الله محمد رسول الله» مكتوبة عليها، في حين يشير حديث لأبي هريرة أن لواء الرسول، وهو أبيض اللون هو الذي عرف بالشهادتين. وكما ورد، فقد كان للرسول محمد لواء أبيض وآخر أسود، وآخر أغبر، وكان له راية سوداء وأخرى صفراء. وذكر علي بن برهان الدين الحلبي في السيرة الحلبية عند حديثه عن غزوة بدر أنه كان قبالة الرسول محمد رايتان سوداء وبيضاء، إحداهما يحملها علي بن أبي طالب وتسمّى «العقاب»، وهي راية الرسول، والثانية البيضاء يحملها الأنصار.

## صفتها
والراية كما قال ابن حجر العسقلاني: «بمعنى اللواء، وهو العلم الذي في الحرب يُعرَف به موضع صاحب الجيش، وقد يحمله أمير الجيش، وقد يدفعه لمقدم العسكر، وقد صرح جماعة من أهل اللغة بترادفهم».

## التسمية
تسمى بالعُقَاب وجمعها «عقبان»، وهي طيور جارحة ضخمة وقوية البنية، ولها رؤوس ومناقير كبيرة، لها أجنحة طويلة وعريضة وتستطيع الطيران بسرعة كبيرة. ومثل بقية الطيور الجارحة، فإن للعقبان مناقير معقوفة ضخمة تستخدمها لتمزيق اللحم عن فريستها، ولها أقدام بعضلات قوية ومخالب خارقة. أما مناقيرها فتعتبر الأثقل من بين الطيور الجارحة، ولها أيضًا بصر حاد للغاية، والذي يمكّنها من تحديد مكان الفريسة عن بعد شاهق للغاية.

## استعمالات
اتخذ الخلفاء الراشدون راية العقاب راية لدولة الخلافة الراشدة كما أنها كانت راية الخلافة العباسية في ثورتها وأثناء حكم الخليفة أبو العباس السفاح حتى أضاف خلفِهِ أبو جعفر المنصور سطرين باللون الأبيض وهما (لا إله إلا الله محمد رسول الله) و (الله أكبر)، وقد تم تغيير العلم عدة مرات بتغيّر الخلفاء العباسيين.

### أخرى
تزعم بعض الأحزاب والتنظيمات الإسلامية المعاصرة، مثل حزب التحرير، وتنظيم القاعدة، وتنظيم الدولة الإسلامية، أن الرايات التي ترفعها هي عين راية العقاب، بينما صفة راية العقاب مختلفة عن تلك الرايات.